# Cyrille V de Constantinople
Cyrille V de Constantinople (en grec : Κύριλλος Ε΄) fut patriarche de Constantinople du 28 septembre 1748 à fin mai 1751, puis de début septembre 1752 au 16 janvier 1757.